# Ponte Maria Valeria

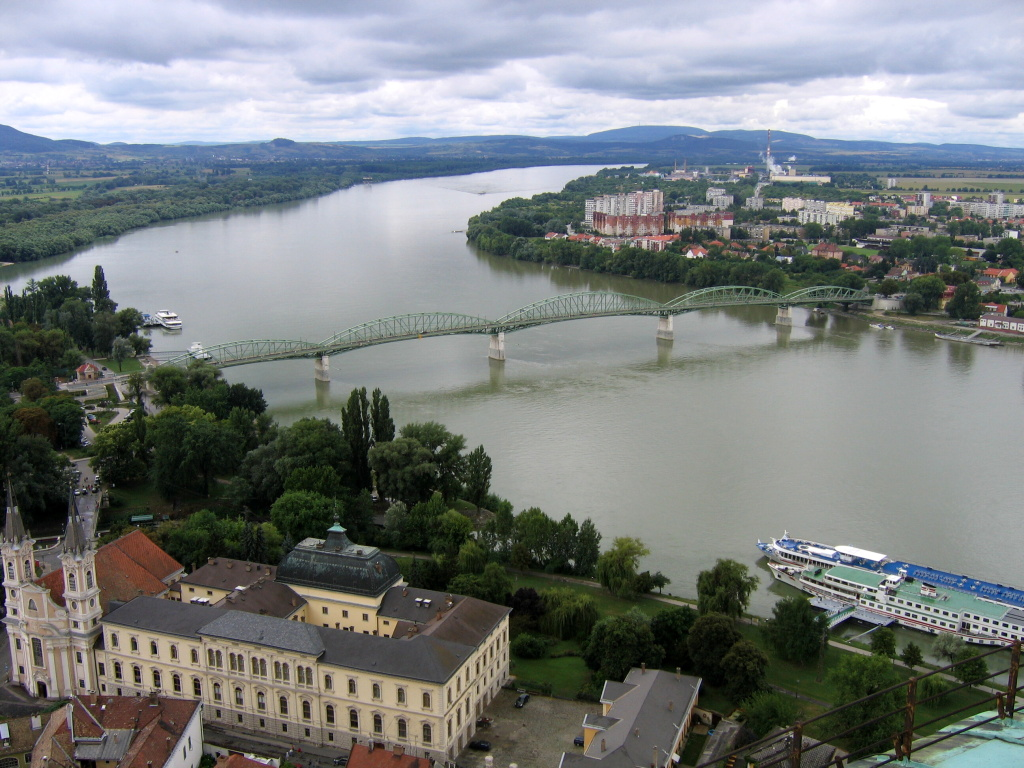
Vista sul ponte Maria Valeria dalla Basilica di Esztergom, versante ungherese

Il ponte Maria Valeria unisce la città di Strigonio, in Ungheria, con Štúrovo in Slovacchia, attraverso il fiume Danubio . Il ponte, lungo circa 500 metri, deve il suo nome dall'arciduchessa Maria Valeria d'Asburgo Lorena (1868–1924), quarta figlia dell'imperatore d'Austria-Ungheria, Francesco Giuseppe I d'Austria ed Elisabetta di Baviera.

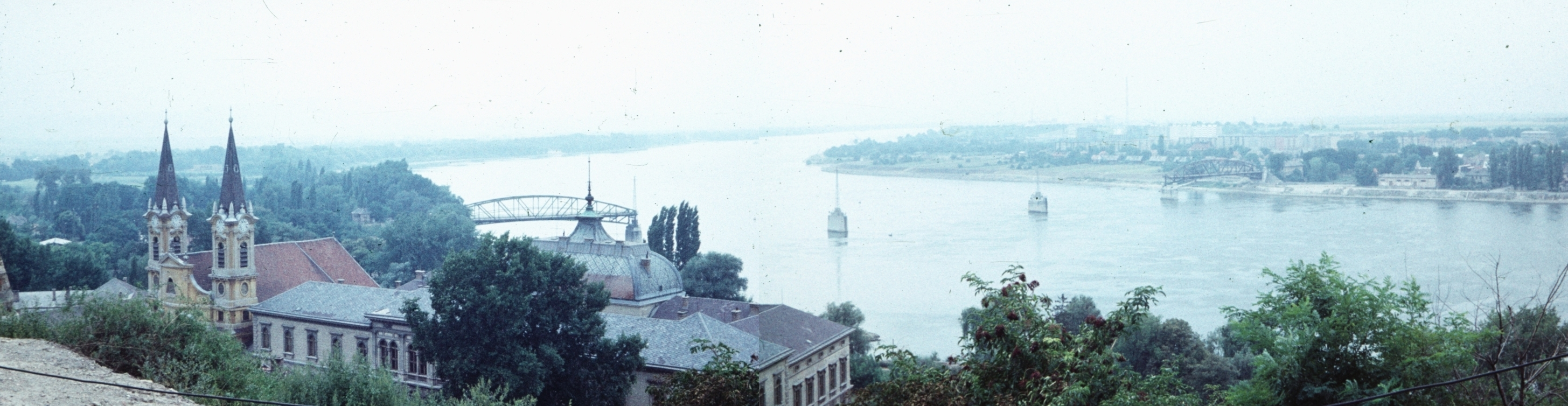
Il ponte nel 1969, ancora con le tre campate mancanti

Il ponte è stato progettato nel 1893 da János Feketeházy, già costruttore di altri ponti sul Danubio, tra cui il Ponte della Libertà a Budapest (noto originariamente come Ponte Francesco Giuseppe),  e il Ponte Elisabetta tra Komárno e Komárom, due città di confine a circa 50 km a Est dal ponte Maria Valeria. Dopo la sua apertura, il 28 settembre 1895, il ponte è stato distrutto due volte. Nel 22 luglio 1919, il ponte fu distrutto da una detonazione al suo primo molo sul lato occidentale. Ristrutturato nel 1922, fu poi completamente ricostruito nel 1926. Durante la seconda guerra mondiale, le truppe tedesche in ritirata fecero saltare in aria il ponte il 26 dicembre 1944 insieme ad altri ponti vicino a Strigonio.
Decenni di intransigenza tra i governi comunisti di Ungheria e Cecoslovacchia hanno impedito la ricostruzione del ponte fino al nuovo millennio, riaprendo finalmente l'11 ottobre 2001. La metà dei costi del progetto è stata coperta da una sovvenzione di 10 milioni di Euro da parta dell'Unione Europea, nell'ambito del progetto PHARE dell'UE per assistere i paesi candidati nei loro preparativi per l'adesione all'UE. La riapertura è stata contrassegnata dall'emissione di un francobollo slovacco dedicato. La ricostruzione del ponte ha aiutato l'economia locale nella cosiddetta Euroregione dell'Ister-Granum.
Dal momento che Slovacchia e Ungheria fanno attualmente parte dell'area Schengen, non ci sono controlli alle frontiere sul ponte. Entrambi i paesi sono entrati a far parte dell'area Schengen il 12 dicembre 2007, consentendo la revoca di tutti i controlli doganali e di immigrazione.

## Opere correlate
Da giovane, lo scrittore Patrick Leigh Fermor camminò da Hoek van Holland a Costantinopoli nel 1933/34. Il suo libro Tempo di regali finisce proprio sul ponte Maria Valeria e il secondo volume, Fra i boschi e l'acqua, inizia con l'autore che si dirige verso Strigonio.

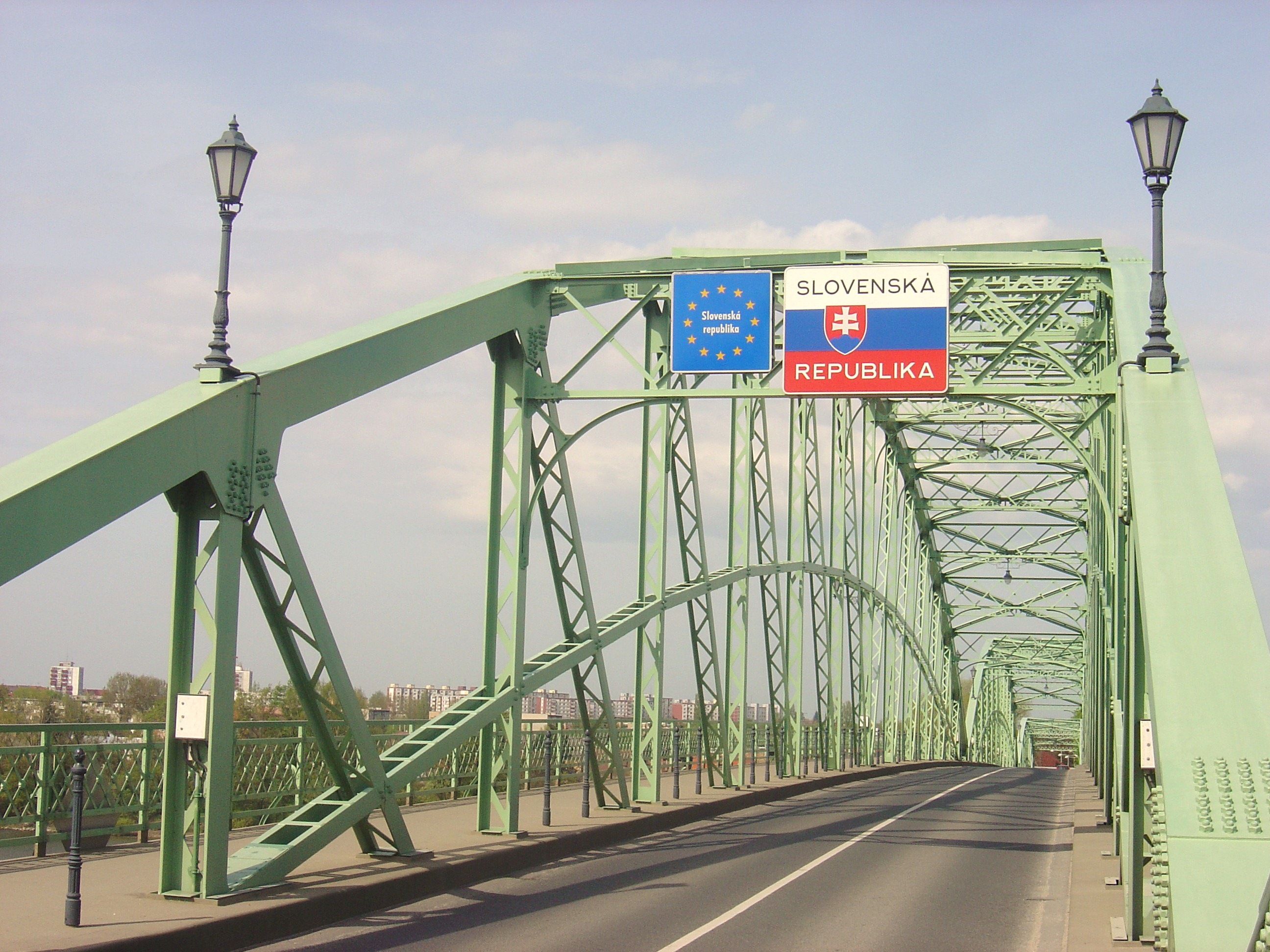
Insegna di confine fra Slovacchia e Ungheria al centro del ponte

A partire dal 2004 esiste una residenza d'artista che ispirandosi alle vicessitudini del ponte Maria Valeria, si occupa di mantenere viva la connessione tra i due lati del Danubio attraverso il progetto artistico/scientifico Bridgeguard.
Nel 2022 il regista Mattia Mura dirige una serie tv per la tv ungherese MTVA intitolata Breakfast over the Bridge, ambientata sul Ponte Maria Valeria, il cui primo episodio si focalizza sulla storia del ponte.